# Mara (buddhism)

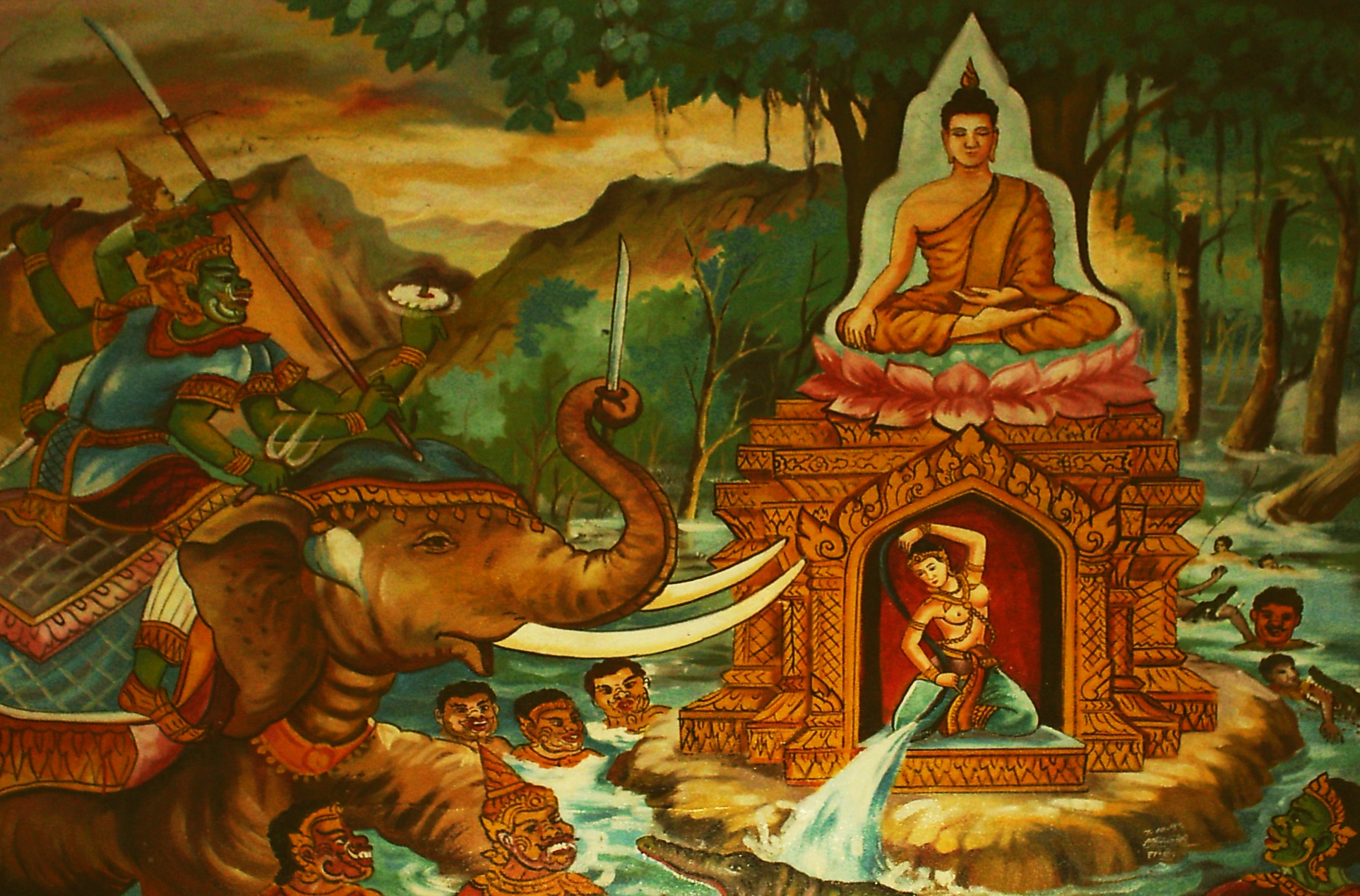
Målning föreställande hur Mara försökte störa Buddha strax innan han nådde upplysning.

Mara (på sanskrit och pali: "skaparen av död") är personifieringen av ondska i buddhismen, och således buddhismens motsvarighet till Djävulen.
Mara är en gud vars främsta mål är att förhindra medvetna varelser från att nå nirvana. I Buddhas biografi porträtteras Mara som Buddhas antagonist, som ivrigt försöker förhindra honom från att nå upplysning.